# 劇場版 寶可夢 我們的故事
《劇場版 寶可夢 我們的故事》（劇場版ポケットモンスター みんなの物語），是《寶可夢》動畫系列的第二十一部電影，由OLM&WIT STUDIO共同製作。電影於2018年7月13日在日本上映。故事延續前作《劇場版 寶可夢 就决定是你了！》的概念，主角小智来到了風來市并遇到了更多同伴。
這部電影是寶可夢在平成時代上映的最後一部劇場版。

## 制作
在2017年12月10日，东京电视台的节目之一《OHA Sta》公开了这部电影，标题暂定为《剧场版精灵宝可梦 2018》（劇場版 ポケットモンスター 2018），展示出了主角小智和另一个无名角色的全新角色设计。电影将会围绕着原作动画的城都聯盟篇以及傳說中寶可夢洛奇亚。本作電影由OLM與WIT STUDIO共同制作。2018年2月27日释出电影的全新预告，並公开了5位新角色。本作為首次不由湯山邦彥擔任導演的寶可夢電影，其職位改為動畫總監；新任導演則由矢島哲生擔任。

## 登場人物

### 主要角色
| 角色                 | 配音員   | 配音員   | 配音員   |
| 角色                 | 日本     | 臺灣     | 香港     |
| -------------------- | -------- | -------- | -------- |
| 小智（サトシ）       | 松本梨香 | 汪世瑋   | 鄭家蕙   |
| 皮卡丘（ピカチュウ） | 大谷育江 | 大谷育江 | 大谷育江 |
| 利莎（リサ）         | 川榮李奈 | 詹雅菁   | 何凱怡   |
| 拉茹果（ラルゴ）     | 蘆田愛菜 | 林美秀   | 植婉雯   |
| 卡嘎其（カガチ）     | 大倉孝二 | 符爽     | 李家傑   |
| 托里托（トリト）     | 濱田岳   | 于正昇   | 張振熙   |
| 翡翠（ヒスイ）       | 野澤雅子 | 劉如蘋   | 鄧潔麗   |

### 次要角色
| 角色                       | 配音員              | 配音員             | 配音員 |
| 角色                       | 日本                | 臺灣               | 香港   |
| -------------------------- | ------------------- | ------------------ | ------ |
| 武藏（ムサシ）             | 林原惠              | 詹雅菁             | 陳雪瑩 |
| 小次郎（コジロウ）         | 三木眞一郎          | 吳東原             | 郭湛深 |
| 喵喵（ニャース）           | 犬山犬子            | 汪世瑋             | 伍博民 |
| 利酷（リク）               | 中川翔子            | 劉如蘋             | 何凱怡 |
| 歐里巴市長（オリバー市長） | 山寺宏一            | 康殿宏             | 蘇裕邦 |
| 市長祕書（マネキ）         | 清水理沙            | 簡敏               |        |
| 米婭（ミア）               | 嶋村侑              | 汪世瑋             |        |
| 莉莉（リリィ）             | 水瀨祈              | 徐瑀甄             |        |
| 檸檬水男孩（レモンキッズ） | ささきのぞみ        | 簡敏 徐瑀甄 林美秀 |        |
| 寶可覽（MCポケラン）       |                     | 劉如蘋             | 何凱怡 |
| 研究員（研究員）           | 浜田賢二 村上裕哉   | 康殿宏 吳東原      |        |
| 獵人（ハンター）           | 櫻井トオル 高口公介 | 符爽 于正昇        |        |

### 傳說&幻之寶可夢
| 角色                 | 配音員   | 配音員 | 配音員 |
| 角色                 | 日本     | 臺灣   | 香港   |
| -------------------- | -------- | ------ | ------ |
| 捷拉奧拉（ゼラオラ） | 山寺宏一 | 符爽   |        |
| 洛奇亞（ルギア）     | 山寺宏一 | 于正昇 |        |

## 音樂
| 曲別   | 曲名     | 作詞     | 作曲     | 編曲                    | 歌                       |
| ------ | -------- | -------- | -------- | ----------------------- | ------------------------ |
| 片尾曲 | 〈氣息〉 | 新藤晴一 | 岡野昭仁 | tasuku、Porno Graffitti | 色情塗鴉（SME レコーズ） |

## 外部連結
- 精靈寶可夢劇場版官網 （页面存档备份，存于） （日語）
- 劇場版 精靈寶可夢 我們的故事 （页面存档备份，存于） (台灣電影官網)